# Soudní proces s krasnovci
Soudní proces s krasnovci (rusky Процесс над «красновцами») byl trestní proces vedený před Vojenským kolegiem Nejvyššího soudu SSSR proti velitelům kozáckých vojsk bojujících na straně Třetí říše. Jednání vojenského soudu probíhalo ve dnech 15. až 16. ledna 1947 v Moskvě. Proces získal své jméno podle hlavní postavy obžalovaného P. N. Krasnova.

## Pozadí událostí
Po napadení SSSR se velké množství sovětských občanů, emigrantů a dalších zúčastnilo boje proti SSSR v řadách německých vojenských sil. V roce 1943 byl jejich počet odhadován na 800 000 vojáků. Souzení v tomto procesu byli bílí emigranti bez státní příslušnosti, občan SSSR a občan Německa, kteří se podíleli na vedení kozáckých vojsk bojujících na straně Německa.  
Podle Jaltské dohody spojenců v protihitlerovské koalici převzaly smluvní strany povinnost vrátit vysídlené osoby do zemí jejich občanství. Dne 11. února 1945 byly uzavřeny bilaterální sovětsko-americké a sovětsko-britské dohody o vzájemné repatriaci sovětských, amerických a britských občanů. Podobná dohoda s Francií byla podepsána 26. června 1945. Bělogvardějci a bílí emigranti, kteří nebyli občany SSSR, této dohodě nepodléhali. Přesto byla velká část obžalovaných, kteří nebyli sovětskými občany, Brity vydána do SSSR bez právního podkladu. Dne 17. června 1945 byla násilná repatriace 22 502 lidí realizována brigádou plukovníka Malcolma. Vydání je v anglosaských pramenech známo jako operace Keelhaul.

## Vojenské kolégium Nejvyššího soudu SSSR
Soud, před kterým byl případ projednáván, bylo Vojenské kolégium Nejvyššího soudu SSSR. Tento posuzoval trestní případy mimořádné důležitosti ve vztahu k nejvyššímu velení armády a námořnictva (velitel sboru a výše), dále osob obviněných ze zrady a kontrarevoluční činnosti. Odvolání proti jeho rozsudkům se v praxi neprovádělo s ohledem na utajení projednávaných případů. Předsedou vojenského soudu v době konání procesu v roce 1947 byl generálplukovník vojenské justice Vasilij Vasilijevič Ulrich, který soudil také v případu Tuchačevského a dalších známých procesů na konci třicátých let 20. století.
Z velkého počtu předaných vojáků byli před soud postaveni pouze čelní představitelé kozáckého hnutí, kterým se v ruském prostředí podle Krasnova jména říká krasnovci. Ostatní kozáci bojující proti SSSR obvykle zmizeli v pracovních táborech GULAG.

## Obžaloba
Přípravné řízení prováděli vyšetřovatelé SMĚRŠ pod vedením Viktora Abakumova.
Celkem šest osob čelilo obžalobě za své činy během občanské války, ale také za vedení jednotek, které bojovaly na straně Třetí říše. Obžaloba se skládala z následujících bodů: 
1. Zrada – činy spáchané občany SSSR ke škodě vojenské moci SSSR, jeho státní nezávislosti nebo nedotknutelnosti jeho území, jako je špionáž, zrada vojenského nebo státního tajemství, zběhnutí k nepříteli, útěk nebo útěk do zahraničí (článek 58-1a Trestního zákoníku RSFSR).
2. Špionáž – předání, odcizení nebo shromažďování za účelem předání informací, které jsou svým obsahem chráněným státním tajemstvím, cizím státům, kontrarevolučním organizacím nebo soukromým osobám (článek 58-6 odst. 1 Trestního zákoníku RSFSR).
3. Terorismus – páchání teroristických činů namířených proti představitelům sovětské vlády nebo vůdcům revolučních a dělnických stran, rolnických organizací a účast na provádění teroristických činů, a to i osobami, které nepatří ke kontrarevolučním organizacím (článek 58-8 Trestního zákoníku RSFSR).
4. Organizovaná skupina – jakákoli organizační činnost zaměřená na přípravu nebo spáchání trestných činů uvedených v §58 Trestního zákoníku RSFSR, jakož i účast v organizaci vytvořené za účelem přípravy nebo spáchání některého z trestných činů uvedených v této kapitole (článek 58-11 trestního zákoníku RSFSR).

Obžalovaní byli dále také souzeni podle článku 1 Výnosu Prezídia Nejvyššího sovětu z 19. dubna 1943, O výměře trestů pro německo-fašistické zločince vinné z vražd, mučení sovětského civilního obyvatelstva a zajatých rudoarmějců, pro špióny, zrádce vlasti z řad sovětských občanů a pro jejich pomocníky (rusky О мерах наказания для немецко-фашистских злодеев, виновных в убийствах и истязаниях советского гражданского населения и пленных красноармейцев, для шпионов, изменников родины из числа советских граждан и для их пособников).
Z pohledu obžalovaných jejich činnost nebyla zradou, ale odbojem proti komunismu a pokračovaním občanské války, která se rozhořela po revoluci v roce 1917. Na generála Pannwitze, který bojoval na jugoslávském území a nebyl sovětským občanem, se nevztahoval ani jeden článek §58 Trestního zákoníku RSFSR. Proto byl souzen podle výše zmíněného výnosu. 
Hlavní postavou byl Pjotr Nikolajevič Krasnov, který byl vyšetřován za: 
- účast na Kornilovově povstání a pochodu na Petrohrad,
- organizaci Kerenského útěku do zahraničí,
- zavedení vojenské diktatury na Donu,
- boj proti sovětské moci a potlačení bolševických povstání,
- propagační pomoc Německu po začátku války se SSSR,
- jednání s Rosenbergem,
- nábor vojáků do sil Třetí říše.[4]

Proces byl neveřejný, bez žalobce a obhájců, bez debaty mezi stranami. Podle sovětských veřejných pramenů se všichni obžalovaní přiznali ke všem obviněním, což nelze spolehlivě ověřit. Pjotr Nikolajevič Krasnov měl údajně říct jako poslední slovo toto:
| „                                                                              | Мне нет возврата. Я осужден за измену России, за то, что я вместе с ее врагами бесконечно много разрушал созидательную работу моего народа… За мои дела никакое наказание не страшно, оно заслуженно… Я уже старик, мне недолго осталось жить, и я хорошо понимаю, что не могу жить среди русского народа: прожить скрытно нельзя, а показываться народу я не имею никакого права… Я высказал все, что сделал за тридцать лет борьбы против Советов… Я вложил в эту борьбу и мои знания, и мою энергию, все мои лучшие годы и отлично понимаю, что мне нет места среди людей, и я не нахожу себе оправдания. | Není pro mě návratu. Jsem odsouzen za zradu Ruska, za to, že jsem spolu s jeho nepřáteli donekonečna ničil tvůrčí práci svého lidu… Za moje činy není žádný trest dost tvrdý, ale je zasloužený… Jsem již starý, nebudu již dlouho naživu a dobře chápu, že nemohu žít mezi ruským lidem. Není možné žít ve skrytu a já nemám právo se ukazovat před lidem… Řekl jsem o všem, co jsem během třiceti let boje proti Sovětům vykonal… Vložil jsem do tohoto boje jak své znalosti, tak svou energii, všechna svá nejlepší léta a naprosto dobře chápu, že mezi lidmi nemám místo a nenacházím pro sebe žádnou omluvu. | “ |
| — Pjotr Nikolajevič Krasnov, údajná poslední slova před soudem, 16. ledna 1947 | | |   |

## Rozsudek
Jednání soudu bylo ukončeno dne 16. ledna 1947 v 19:39 moskevského času vynesením rozsudku, který byl ve 20:45 dne 16. ledna 1947 vykonán.
Všech šest odsouzených bylo oběšeno na dvoře ve věznici Lefortovo. Samotný způsob jejich popravy měl zdůrazňovat mimořádnost tohoto případu, protože v Sovětském svazu odsouzení bývali obvykle zastřeleni. Odsouzenci byli pohřbeni na hřbitově Donského kláštera. 
Pozdější pokusy o rehabilitaci odsouzených byly v devadesatých letech 20. století ruskými justičními orgány zamítnuty.
| Odsouzený | Odsouzený                  | Rozsudek | Občanství     |
| --------- | -------------------------- | --- | ------------- |
|           | Timofej Ivanovič Domanov   | Shledán vinným ve všech bodech obžaloby a 16. ledna 1947 oběšen. 25. prosince 1997 Vojenské kolegium Nejvyššího soudu Ruské federace přezkoumalo trestní případ proti T. I. Domanovovi. Trest byl ponechán beze změny a obžalovaný byl prohlášen za nepodléhajícího rehabilitaci. | Sovětský svaz |
|           | Sultan Girej Klič          | Shledán vinným ve všech bodech obžaloby a 16. ledna 1947 oběšen. 25. prosince 1997 Vojenské kolegium Nejvyššího soudu Ruské federace přezkoumalo trestní případ proti Sultánu Girej Kličovi. Trest byl ponechán beze změny a obžalovaný byl prohlášen za nepodléhajícího rehabilitaci. | Bez občanství |
|           | Pjotr Nikolajevič Krasnov  | Shledán vinným ve všech bodech obžaloby a 16. ledna 1947 oběšen. Dne 25. prosince 1997 Vojenské kolegium Nejvyššího soudu Ruské federace přezkoumalo trestní řízení proti P. N. Krasnovovi. Trest byl ponechán beze změny a obžalovaný byl prohlášen za nepodléhajícího rehabilitaci. | Bez občanství |
|           | Semjon Nikolajevič Krasnov | Shledán vinným ve všech bodech obžaloby a 16. ledna 1947 oběšen. Dne 25. prosince 1997 Vojenské kolegium Nejvyššího soudu Ruské federace přezkoumalo trestní případ proti S. N. Krasnovovi. Trest byl ponechán beze změny a obžalovaný byl prohlášen za nepodléhajícího rehabilitaci. | Bez občanství |
|           | Helmuth von Pannwitz       | Shledán vinným ve všech bodech obžaloby a 16. ledna 1947 oběšen. Dne 23. dubna 1996 členové jeho rodiny oficiálně požádali o rehabilitaci. Doklad o jeho rehabilitaci je datován 17. července 1996 a jedná se o rozhodnutí Hlavní vojenské prokuratury Ruské federace. Dne 28. června 2001 Hlavní vojenská prokuratura Ruské federace změnila své rozhodnutí a rehabilitace mu byla odejmuta. | Německá říše  |
|           | Andrej Grigorjevič Škuro   | Shledán vinným ve všech bodech obžaloby a 16. ledna 1947 oběšen. Dne 25. prosince 1997 Vojenské kolegium Nejvyššího soudu Ruské federace přezkoumalo trestní případ proti A. G. Škurovi. Trest zůstal nezměněn a obžalovaný byl prohlášen za nepodléhajícího rehabilitaci. | Bez občanství |

## Dobový tisk o procesu
Sovětský deník Pravda o tom vydal následující zprávu, viz obrázek v infoboxu:
| „                                       | Сообщение Военной Коллегии Верховного Суда Союза ССР Военная Коллегия Верховного Суда СССР рассмотрела дело по обвинению арестованных агентов германской разведки, главарей вооруженных белогвардейских частей в период гражданской войны атамана Краснова П. Н., генерал-лейтенанта белой армии Шкуро А. Г., командира «дикой дивизии» - генерал-майора белой армии князя Султан-Гирей Клыч, генерал-майора белой армии Краснова С. Н. и генерал-майора белой армии Доманова Т. И., а также генерала германской армии, эсэсовца фон-Панвиц Гельмута, в том, что по заданию германской разведки они в период Отечественной войны вели посредством сформированных ими белогвардейских отрядов вооруженную борьбу против Советского Союза и проводили активную шпионско-диверсионную и террористическую деятельность против СССР. Все обвиняемые признали себя виновными в пред’явленных им обвинениях. В соответствии с п. 1 Указа Президиума Верховного Совета СССР от 19 апреля 1943 года Военная Коллегия Верховного Суда СССР приговорила обвиняемых Краснова П. Н., Шкуро А. Г., Султан-Гирей, Краснова С. Н., Доманова Т. И. и фон-Панвиц к смертной казни через повешение. Приговор приведен в исполнение. | Zpráva Vojenského kolegia Nejvyššího soudu SSSR Vojenské kolegium Nejvyššího soudu SSSR se případem zabývalo na základě obvinění zatčených agentů německé rozvědky, pohlavárů ozbrojených bělogvardějských jednotek během občanské války, atamana Krasnova P. N., generálporučíka Bílé armády Škura A. G., velitele „divize divokých“ generálmajora Bílé armády knížete Sultana Gireje Kliče, generálmajory Bílé armády Krasnova S. N. a Domanova T. I. a také generálporučíka německé armády esesáka Helmuta von Pannwitze, že podle úkolů ukládaných jim německou rozvědkou během Velké vlastenecké války vedli s jimi zformovanými bělogvardějskými oddíly ozbrojený boj proti Sovětskému svazu a prováděli vyzvědačskou, podvratnou a teroristickou činnost proti němu. Všichni obžalovaní se přiznali v celé šíři obžaloby. Vojenské kolegium Nejvyššího soudu SSSR v souladu s odstavcem 1 Výnosu prezídia Nejvyššího sovětu SSSR ze dne 19. dubna 1943 odsoudilo obviněné Krasnova P. N., Škura A. G., Sultan Gireje Kliče, Krasnova S. N., Domanova T. I. a von Pannwitze k smrti oběšením. Trest byl vykonán. | “ |
| — Sovětský deník Pravda, 17. ledna 1947 | | |   |